# Erica glomiflora
Erica glomiflora är en ljungväxtart som beskrevs av Richard Anthony Salisbury. Erica glomiflora ingår i släktet klockljungssläktet, och familjen ljungväxter. Utöver nominatformen finns också underarten E. g. canthariformis.

## Bildgalleri

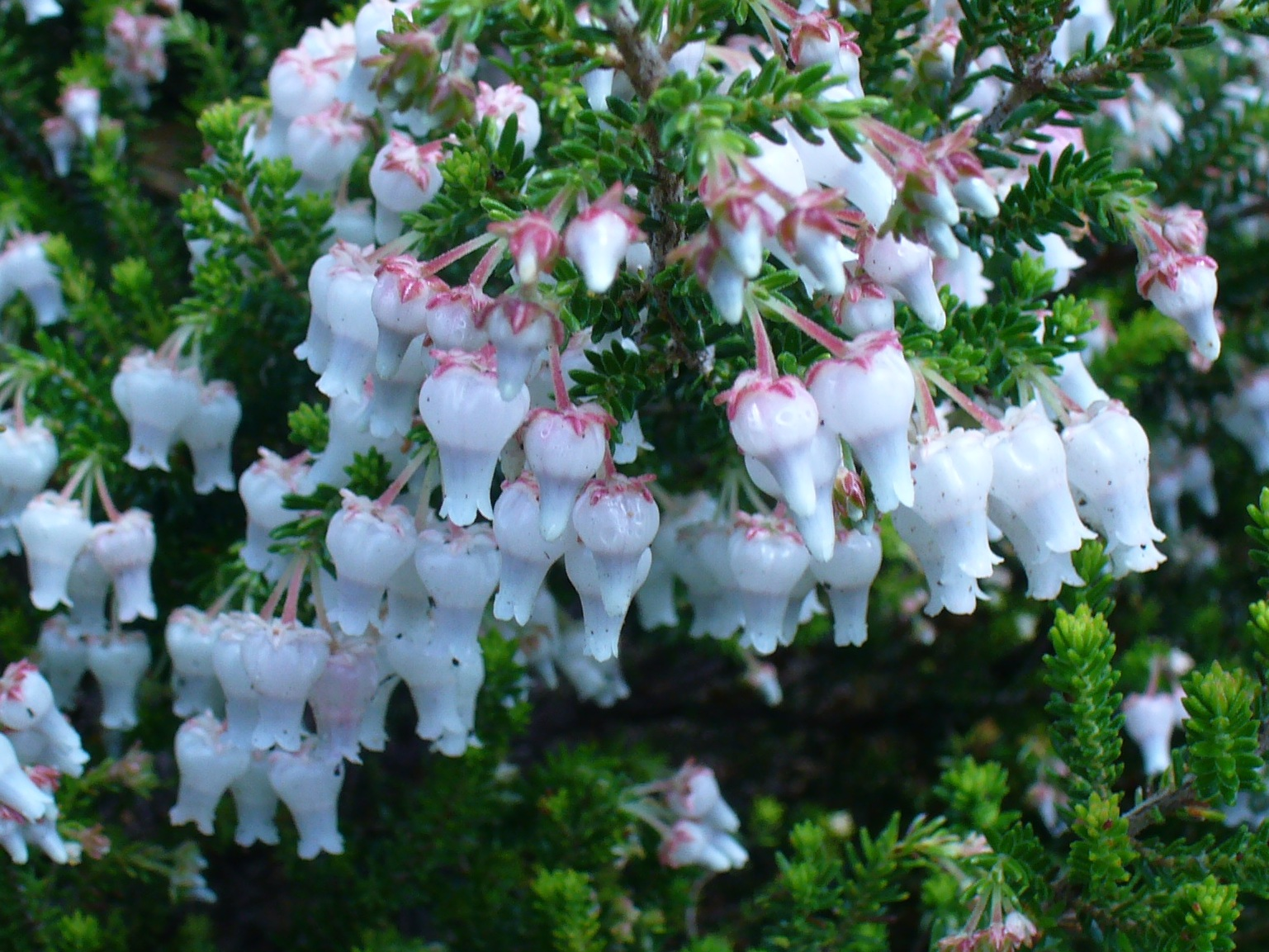